# To jest rozrywka!
To jest rozrywka! – kompilacja musicali stworzona przez Metro-Goldwyn-Mayer w 50. rocznicę powstania.

## Obsada
- June Allyson
- Edward Arnold
- Fred Astaire
- Scotty Beckett
- Wallace Beery
- Ray Bolger
- Joe E. Brown
- Virginia Bruce
- Jack Buchanan
- Billie Burke
- Leslie Caron
- Carleton Carpenter
- George Cleveland
- Maurice Chevalier
- Joan Crawford
- Bing Crosby
- Arlene Dahl
- Virginia Dale
- Vic Damone
- Gloria DeHaven
- Jimmy Durante
- Deanna Durbin
- Buddy Ebsen
- Nelson Eddy
- Cliff Edwards
- Clark Gable
- Ava Gardner
- Judy Garland
- Betty Garrett
- Cary Grant
- Kathryn Grayson
- Virginia Grey
- Jack Haley
- Jean Harlow
- Lena Horne
- Betty Jaynes
- Van Johnson
- Allan Jones
- Louis Jourdan
- Buster Keaton
- Howard Keel
- Gene Kelly
- Charles King
- Bert Lahr
- Mario Lanza
- Peter Lawford
- Jeanette MacDonald
- Joan Marsh
- Tony Martin
- Douglas McPhail
- Ann Miller
- Sidney Miller
- Robert Montgomery
- Dennis Morgan
- Jules Munshin
- The Nicholas Brothers
- Margaret O’Brien
- Virginia O’Brien
- Donald O’Connor
- Paul Porcasi
- Jane Powell
- June Preisser
- Debbie Reynolds
- Ginger Rogers
- Mickey Rooney
- Frank Sinatra
- James Stewart
- Paula Stone
- Russ Tamblyn
- Elizabeth Taylor
- Sidney Toler
- Audrey Totter
- William Warfield
- Virginia Weidler
- Esther Williams

## Numery musicalowe
- „Singin' in the Rain” – Cliff Edwards z filmu Hollywood Revue (1929), Jimmy Durante oraz Sidney Toler z filmu Mów prościej (1932), Judy Garland z filmu Little Nellie Kelly oraz czołówka z filmu Deszczowa piosenka (Gene Kelly, Debbie Reynolds oraz Donald O’Connor)
- „The Broadway Melody” – Charles King z zespołem z filmu Melodia Broadwayu (1929)
- „Rosalie” – Eleanor Powell z zespołem z filmu Rosalie (1937)
- „Indian Love Call” – Nelson Eddy oraz Jeanette MacDonald z filmu Rose Marie (1936)
- „A Pretty Girl Is Like a Melody” – Dennis Morgan (dubbingowny przez Allana Jonesa), Virginia Bruce oraz Ziegfeld Girls z filmu Wielki Ziegfeld (1936)
- „Begin the Beguine” – Fred Astaire oraz Eleanor Powell z filmu Broadway Melody of 1940 (1940)
- „The Song's Gotta Come z filmu the Heart” – Frank Sinatra oraz Jimmy Durante z filmu It Happened in Brooklyn (1947)
- „The Melody of Spring” – Elizabeth Taylor z filmu Cynthia (1947)
- „Honeysuckle Rose” – Lena Horne z filmu "Thousands Cheer” (1943)
- „Take Me Out to the Ball Game” – Gene Kelly oraz Frank Sinatra z filmu Take Me Out to the Ball Game (1949)
- „Thou Swell” – June Allyson z filmu Słowa i muzyka (1948)
- „The Varsity Drag” – June Allyson, Peter Lawford z zespołem z filmu Good News (1947)
- „Abba Dabba Honeymoon” – Debbie Reynolds oraz Carleton Carpenter z filmu Two Weeks with Love (1950)
- „It's a Most Unusual Day” – Jane Powell, Wallace Beery, Scotty Beckett oraz George Cleveland z filmu Randka z Judy (1948)
- „On the Atchison, Topeka and the Santa Fe” – Judy Garland, Ray Bolger, Virginia O’Brien, Cyd Charisse, Marjorie Main z zespołem z filmu Dziewczęta Harveya (1946)
- „It Must Be You” – Robert Montgomery oraz Lottice Howell z filmu Impresario (1930)
- „Got a Feelin' for You” – Joan Crawford (przedstawiona przez Conrada Nagela) z filmu Hollywood Revue (1929)
- „Reckless” – Jean Harlow (dubbingowana przez Virginię Verrill) z zespołem z filmu Dla ciebie tańczę (1935)
- „Did I Remember” – Jean Harlow (dubbingowana przez Virginię Verrill) oraz Cary Grant z filmu Suzy (1936)
- „Easy to Love” – James Stewart oraz Eleanor Powell z filmu Urodzona do tańca (1936)
- „Puttin' on the Ritz” – Clark Gable z zespołem z filmu Idiot’s Delight (1939)
- „Dear Mr. Gable (You Made Me Love You)” – Judy Garland z filmu Broadway Melody of 1938 (1937)
- „Babes in Arms” – Mickey Rooney, Judy Garland, Douglas McPhail, Betty Jaynes z zespołem z filmu Babes in Arms (1939)
- „Hoe Down” – Mickey Rooney, Judy Garland z zespołem z filmu Laski na Broadwayu (1941)
- „Do the La Conga” – Mickey Rooney oraz Judy Garland z udziałem Sidneya Millera z zespołem z filmu Strike Up the Band (1940)
- „Waitin' for the Robert E. Lee"/"Babes On Broadway” – Mickey Rooney, Judy Garland, Virginia Weidler z zespołem z filmu Laski na Broadwayu (1941)
- „Strike Up the Band” – Mickey Rooney, Judy Garland, June Preisser z zespołem z filmu Strike Up the Band (1940)
- „The Babbitt and the Bromide” – Gene Kelly oraz Fred Astaire z filmu Rewia na Broadwayu (1946)
- „They Can't Take That Away z filmu Me” – Fred Astaire oraz Ginger Rogers z filmu Przygoda na Broadwayu (1949)
- „Heigh Ho the Gang's All Here” – Fred Astaire oraz Joan Crawford z filmu Tańcząca Wenus (1933)
- „I Guess I'll Have to Change My Plan” – Fred Astaire oraz Jack Buchanan z filmu Wszyscy na scenę (1953)
- „Sunday Jumps” – Fred Astaire z filmu Królewskie wesele (1951)
- „Shoes with Wings On” – Fred Astaire z filmu Przygoda na Broadwayu (1949)
- „You're All the World to Me” – Fred Astaire z filmu Królewskie wesele (1951)
- „Dancing in the Dark” – Fred Astaire oraz Cyd Charisse z filmu Wszyscy na scenę (1953)
- Esther Williams Montaż: sceny z filmów Million Dollar Mermaid (1952) oraz Ślicznotki w kąpieli (1944)
- „I Wanna Be Loved by You” – Debbie Reynolds (dubbingowana przez Helen Kane) z filmu Trzy krótkie słowa (1950)
- „I Gotta Hear That Beat” – Ann Miller z filmu Small Town Girl (1953)
- „Be My Love” – Kathryn Grayson, Mario Lanza z filmu  The Toast of New Orleans (1950)
- „Make 'Em Laugh” – Donald O’Connor z filmu Deszczowa piosenka (1952)
- „Cotton Blossom/Make Believe/Ol' Man River” – Kathryn Grayson, Howard Keel, William Warfield z zespołem z filmu Statek komediantów (1951)
- „By Myself” – Fred Astaire z filmu Wszyscy na scenę (1953)
- „Be a Clown” – Gene Kelly & The Nicholas Brothers z filmu Pirat (1948)
- „The Children's Dance” – Gene Kelly z filmu Living in a Big Way (1947)
- „New York, New York” – Gene Kelly, Frank Sinatra oraz Jules Munshin z filmu Na przepustce (1949)
- „The Worry Song” – Gene Kelly oraz Mysz Jerry z filmu Podnieść kotwicę (1945)
- „Singin' in the Rain” – Gene Kelly z filmu Deszczowa piosenka (1952)
- „Broadway Melody Ballet” – Gene Kelly z zespołem z filmu Deszczowa piosenka (1952)
- „La Cucaracha” – Judy Garland oraz Paul Porcasi z filmu La Fiesta de Santa Barbara (1935)
- „Waltz with a Swing/Americana” – Judy Garland oraz Deanna Durbin z filmu Every Sunday (1936)
- „Your Broadway and My Broadway” – Judy Garland oraz Buddy Ebsen z filmu Broadway Melody of 1938 (1937)
- „Follow the Yellow Brick Road/If I Only Had the Nerve/We're Off to See the Wizard” – Judy Garland, Bert Lahr, Ray Bolger, Jack Haley z zespołem z filmu Czarnoksiężnik z Oz (1939)
- „Over the Rainbow” – Judy Garland z filmu Czarnoksiężnik z Oz (1939)
- „But Not for Me” – Judy Garland z filmu Zwariowana dziewczyna (1943)
- „The Trolley Song/Under the Bamboo Tree/The Boy Next Door” – Judy Garland, Margaret O’Brien z zespołem z filmu Spotkamy się w St. Louis (1944)
- „Get Happy” – Judy Garland z filmu Summer Stock (1950)
- „Going Hollywood” – Bing Crosby z zespołem z filmu Going Hollywood (1933)
- „Well, Did You Evah” – Bing Crosby oraz Frank Sinatra z filmu Wyższe sfery (1956)
- „True Love” – Bing Crosby oraz Grace Kelly z filmu Wyższe sfery (1956)
- „Hallelujah” – Tony Martin, Ann Miller, Vic Damone, Debbie Reynolds, Jane Powell, Russ Tamblyn z zespołem z filmu Cała naprzód (1955)
- „Barnraising Dance (Bless Your Beautiful Hide)” z filmu Siedem narzeczonych dla siedmiu braci (1954)
- „Gigi” – Louis Jourdan z filmu Gigi (1958)
- „Thank Heaven for Little Girls” – Maurice Chevalier z filmu Gigi (1958)
- „An American in Paris Ballet” – Gene Kelly, Leslie Caron z zespołem z filmu Amerykanin w Paryżu (1951)